# マン・モハン・アディカリ
マン・モハン・アディカリ（ネパール語: मनमोहन अधिकारी、英: Man Mohan Adhikari、1920年6月 - 1999年4月26日）は、ネパール王国の政治家、首相。1994年から1995年にかけて、首相を一期務める。ネパール共産党統一マルクス・レーニン主義派（CPN-UML、通称・統一共産党）元党首。

## 生涯

### 幼少期・青年期
カトマンズのラジムパット生まれ。少年期をビラートナガルで過ごす。1938年、インドのヴァーラーナシーに留学。1942年、大学在学中、インド独立運動（Quit India Movement）に参加し、イギリス植民地当局に逮捕される。インド留学中に、インド共産党に入党。

### 初期の政治活動
ネパールに帰国後、ビラートナガルで労働組合運動の指導者となる。
1949年、ネパール共産党の創設に参加。1954年第2代ネパール共産党総書記に就任。その後、ネパール共産党は分裂と離合集散の時代を迎え、アディカリもさまざまな立場をとるが、1971年獄中からの解放を機に「ネパール共産党マンモハン派」を結成する。
1987年、サハーナ・プラダン率いる「ネパール共産党プシュパラール派」と合同し、「ネパール共産党マルクス主義派」を結成。プラダンを議長に、1990年の民主化運動（ジャナ・アンドラン）に参加する。これを機に、「ネパール共産党マルクス・レーニン主義派」と接近し、ついに、両派は合同することになる。

### 統一共産党とアディカリ内閣
これが1991年1月6日に結成された、ネパール統一共産党（ネパール共産党統一マルクス・レーニン主義派　略称UML）である。アディカリは1993年の党大会で党議長に選任される。
1994年11月30日、議会から首相に選任される。王室と共産党政権の共存という世界的に見ても稀有の政権を成立させる。
しかし、1995年9月にはネパール会議派が国家民主党と共同し、内閣不信任案を可決。少数与党しかもたなかったアディカリ内閣はあっけなく倒れた。
1999年、アディカリの死後、統一共産党の党首は総書記のマーダブ・クマール・ネパールが継いだ。